# Lia-Andreia Galic
Lia-Andreia Galic (n. 29 ianuarie 1963) este un fost deputat român în legislatura 1996-2000, ales în județul Sibiu pe listele partidului PNȚCD ca parte a Convenției Democrate Române, care a devenit independentă din februarie 2000. Lia-Andreia Galic a fost membră în grupul parlamentar de prietenie cu Australia. 